# Котленик
Котленик је планина у централној Србији, у близини града Краљева.
Припада групи динарских, и подгрупи шумадијских планина.
Највиши врх је Црни врх, на висини од 749 метара надморске висине.
Према геолошкој старости и особинама присутног камена, врх Котленика одговара купи угашеног вулкана.

## Котленик
Котленик лежи између долине Западне Мораве и Груже, као и ниске преседлине код Бумбаревог Брда. На темену планине издуженом углавном од југа ка северу ређају се врхови Чемерница (487), Звездара (508), Краљица (578), Шиљата коса (590), клупе (549), Црни Врх и В. Ливада (748), Градинчица ( 700), Орлови (667), Велики врх (748) и други. Средишњи делови планине су под шумом. Са Западне, моравске стране се више пењу уз планинске стране њиве и сеоске куће Лађеваца, Цветака, Милочаја, увлачећи се уз долине речице и потока левих притока Западне Мораве. На источној страни села су распоређена на граници Котленика и Гружанске удолине увлаче се делом и уз долине притока Груже, као куће села Лесковца, Губеревца, Витковца, Печенога, Милавчића и Витановца. На јужним падинама Котленика налазе се села Сирча, Опланићи, Поповићи и Трговиште. Планина је издужена, око 21 км, на северу је шира (до око 10 км), на југу се клинасто сужава, те између Шумарица и Витановца достиже око 3 км. Са свих страна подножја планине воде аутомобилски путеви и од њих се ка темену планине одвајају негде бољи негде лошији сеоски путеви.